# Nienwohld
Nienwohld est une commune allemande du Schleswig-Holstein, située dans l'arrondissement de Stormarn (Kreis Stormarn), à douze kilomètres à l'ouest de la ville de Bad Oldesloe. Elle fait partie de l'Amt Bargteheide-Land (« Bargteheide-campagne ») qui regroupe huit communes autour de Bargteheide. Nienwohld en est la commune la moins peuplée.